# 彼得罗瓦拉丁

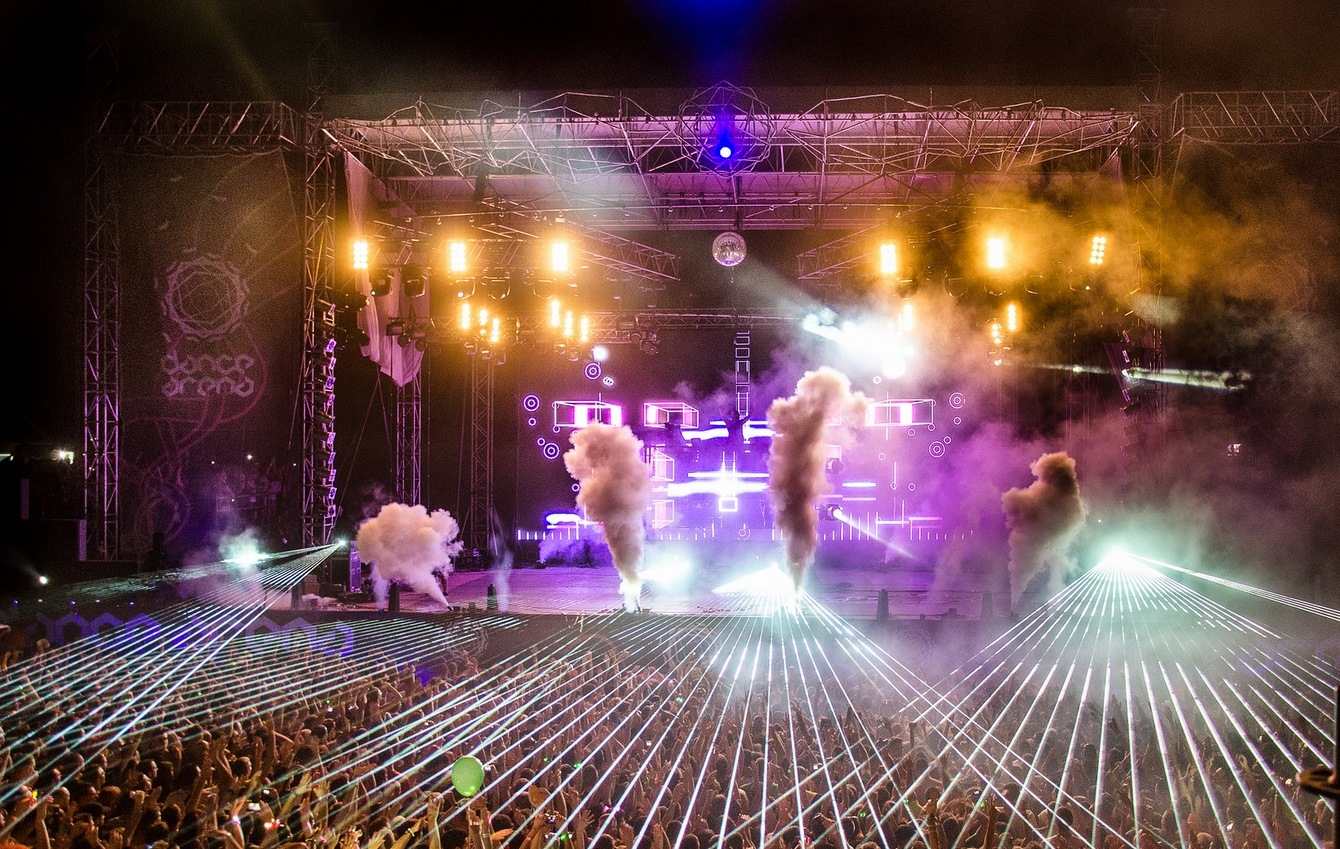
2013Exit音乐节上聚众在David Guetta舞台区

彼得罗瓦拉丁是位于塞尔维亚北部伏伊伏丁那自治省的一个历史城镇，现为诺维萨德市的一部分。该镇因彼得羅瓦拉丁要塞和Exit音乐节而闻名，有“多瑙河上的直布罗陀”之称。